# Ian Roome
Ian Roome est un homme politique libéral-démocrate britannique qui est député de North Devon depuis 2024.
Il a précédemment exercé deux mandats en tant que maire de Barnstaple.

## Jeunesse et carrière
Roome est né et grandit à Sheffield, et fréquente la Chaucer Comprehensive School de 1979 à 1985.
Après avoir quitté l'école, Roome rejoint la Royal Air Force en 1986, servant à travers le Royaume-Uni, ainsi qu'en Allemagne à la RAF Laarbruch. Il arrive pour la première fois dans le nord du Devon en 1989, après avoir été affecté à la RAF Chivenor. Plus tard, alors qu'il est maire de Barnstaple en 2018, il contribue à maintenir la base militaire de Chivenor opérationnelle, en faisant pression sur le secrétaire à la Défense pour qu'il maintienne la base ouverte, après l'annonce en 2016 qu'elle pourrait être confrontée à une fermeture potentielle.
Après avoir quitté la Royal Air Force, Roome travaille en soins infirmiers en santé mentale à l'hôpital du district de North Devon, après quoi il décide de travailler comme agent de santé mentale communautaire dans le nord du Devon.

## Carrière politique
Roome commence sa carrière politique en 2003, en tant que conseiller du conseil municipal de Barnstaple. Au cours de son mandat municipal à Barnstaple, il occupe de nombreux postes importants, tels que maire de Barnstaple et président du comité du personnel. En 2011, alors qu'il est conseiller municipal de Barnstaple, il fonde et gère une campagne de collecte de fonds de 2,5 millions de livres sterling pour construire une unité de chimiothérapie et de traitement de jour à l' hôpital du district de North Devon. Il gère également une campagne de financement supplémentaire de 1,5 million de livres sterling pour construire une unité de cancérologie et de bien-être à l'hôpital du district de North Devon.
Roome est élu pour la première fois pour représenter Yeo Valley au conseil de district de North Devon en mai 2015. Il est réélu en mai 2019 pour représenter Barnstaple avec le quartier de Pilton, qu'il continue de représenter aujourd'hui. Il est chef du Conseil et du groupe libéral démocrate.
Roome est élu pour représenter Barnstaple North au conseil du comté de Devon en mai 2021. Parallèlement à cela, il travaille au sein de la Devon & Somerset Fire & Rescue Authority.